# Ponte sul Po tra Ostiglia e Revere
Il ponte sul Po tra Ostiglia e Revere è un'infrastruttura che collega le città di Ostiglia e Revere (capoluogo del comune di Borgo Mantovano) in provincia di Mantova, situate sulle sponde opposte del fiume Po.
Il ponte in acciaio è costituito da due collegamenti affiancati: quello ferroviario (facente parte della ferrovia Bologna-Verona) fu costruito nel 1909-1911, rimanendo attivo fino al 2008; quello stradale fu realizzato a monte di quello ferroviario a partire dal mese di aprile del 1912 ed è ancora aperto lungo la Strada Statale 12 dell'Abetone e del Brennero. La sezione stradale inoltre sorregge una passerella pedonale laterale esterna.
Il ponte sul fiume Po tra Ostiglia e Revere, di proprietà di ANAS e RFI, rappresenta un'infrastruttura viaria strategica per i collegamenti sul corridoio diretto Brennero-Verona-Modena/Bologna-Toscana.

## Storia

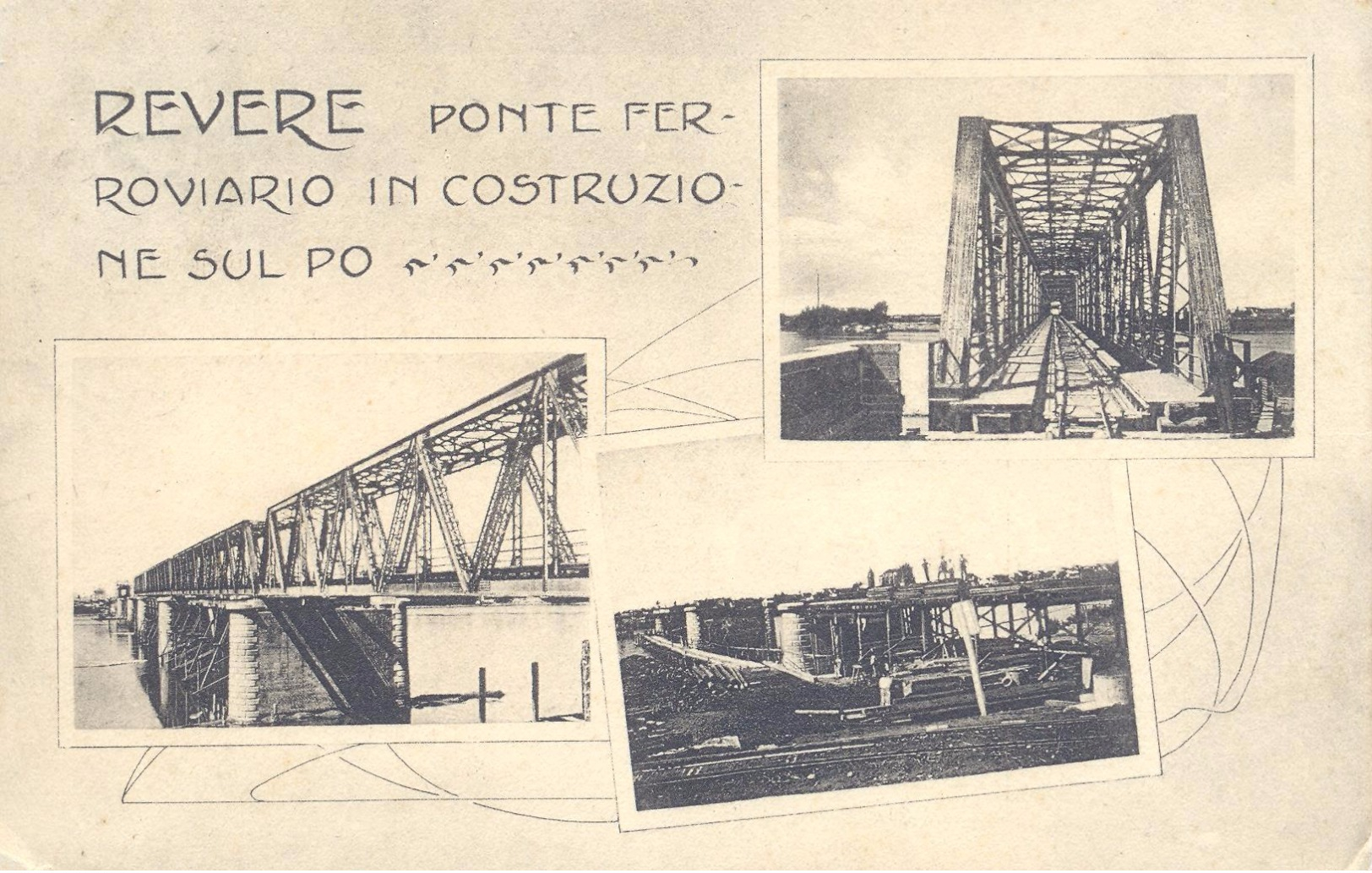
Ponte in costruzione (1911)

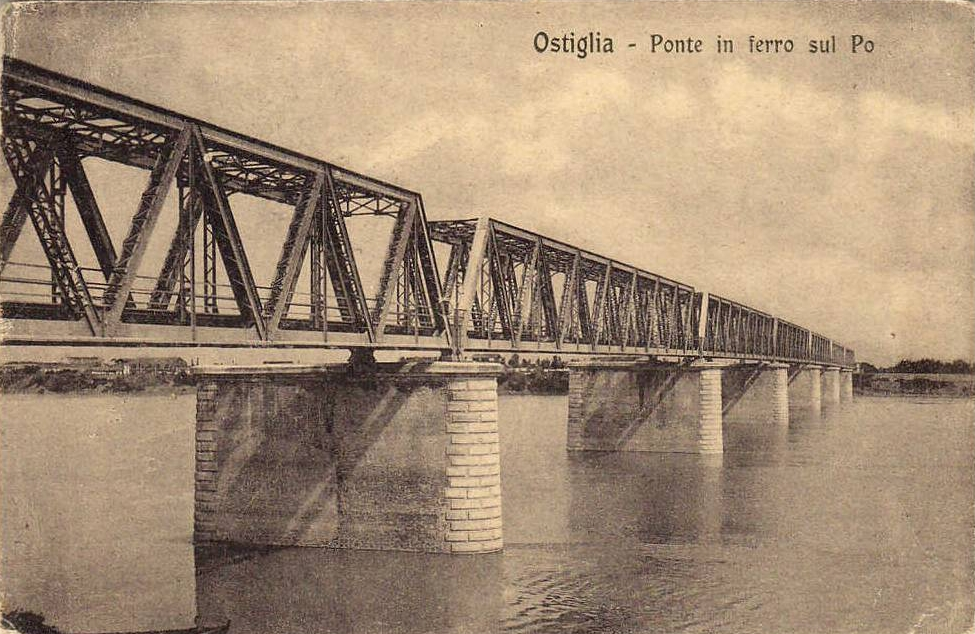
Ponte ferroviario completato (1918)

I primi progetti per la realizzazione di un collegamento fisso tra le due sponde del fiume Po risalgono al 1881, quando si iniziò a discutere della realizzazione della ferrovia Bologna-Verona. 
Il 23 luglio 1909 la linea ferroviaria raggiunse la sponda meridionale e venne inaugurata la stazione di Revere.
Il ponte ferroviario venne costruito dal 1907 al 1911 dalle aziende Ciccarelli e Cionfrini di Bologna e venne inaugurato il 26 novembre 1911: alle ore 11:20 partì il primo treno diretto alla nuova stazione di Ostiglia, dove giunse dopo pochi minuti accolto dalla banda musicale di Cerea. Seguirono ulteriori festeggiamenti e concerti nelle due città finalmente unite dal ponte.Il 15 novembre 1941 entrò in funzione l'elettrificazione della ferrovia Bologna-Verona.
Il ponte stradale venne completato nel 1929 dalla Provincia di Mantova.
Durante la seconda guerra mondiale il ponte fu bombardato a più riprese dall'aviazione alleata a partire dal 19 luglio 1944, ma la contraerea dell'Asse riuscì a salvare il collegamento per una settimana: il 26 luglio il pilone centrale venne finalmente colpito e distrutto da una pioggia di bombe da 1000 libbre. Data l'importanza strategica e logistica, subito dopo la liberazione vennero realizzati ponti provvisori (smantellati nel 1949 a lavori ultimati) per ripristinare i collegamenti ferroviari. Venne ricostruito il pilone centrale bombardato, con il successivo ripristino delle travature, mentre la restante parte del ponte è ancora quella originale di inizio Novecento.

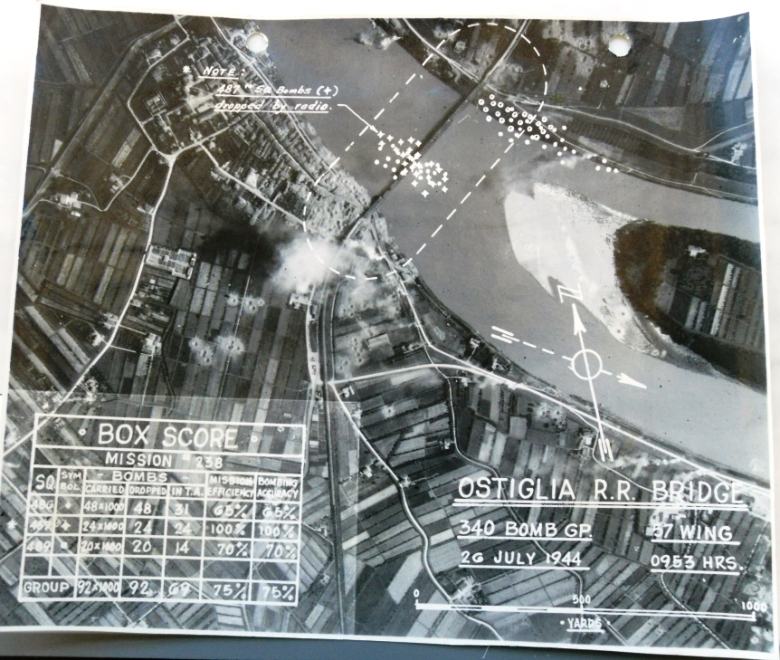
Bombardamento del 26 luglio 1944
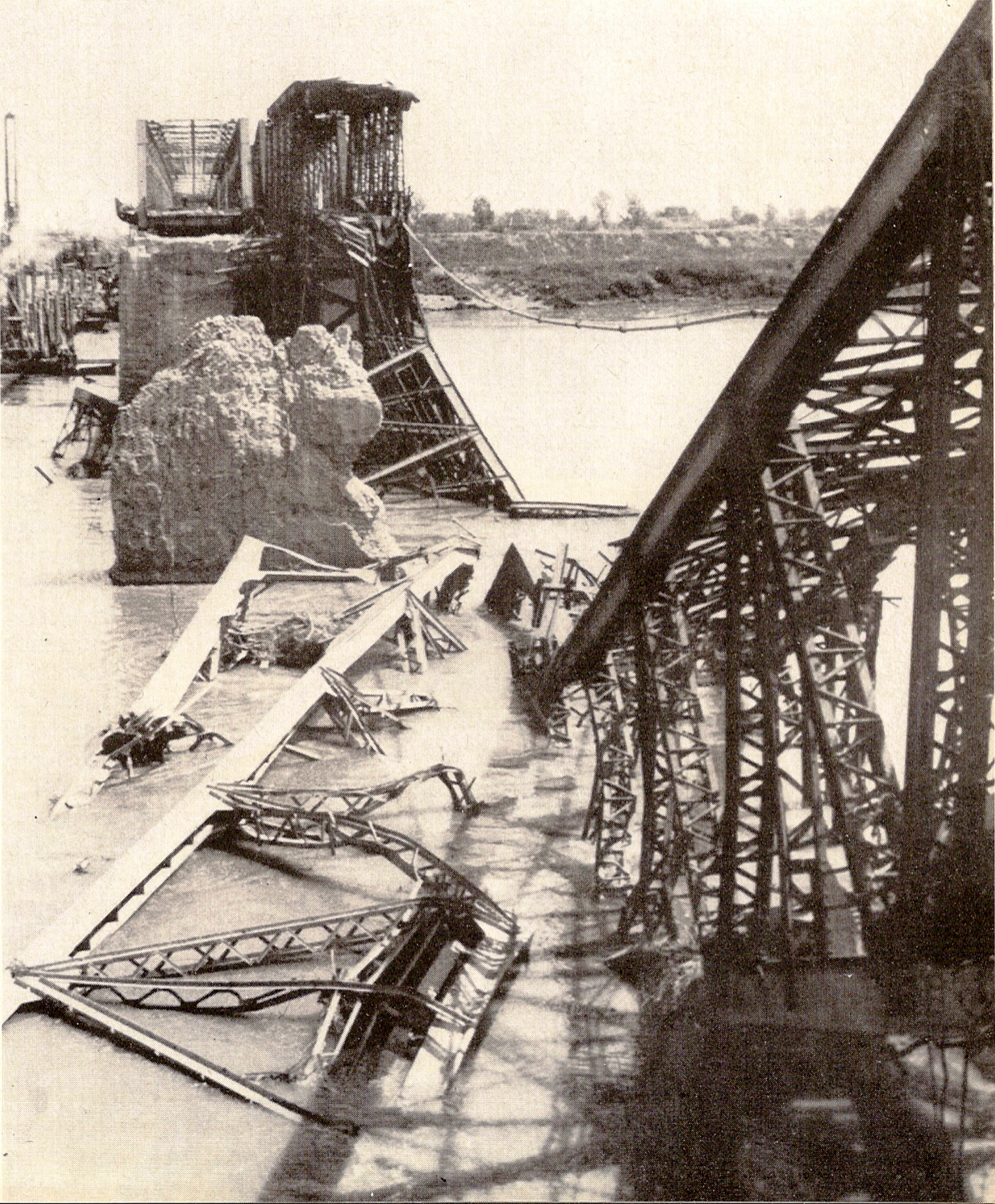
Il ponte bombardato
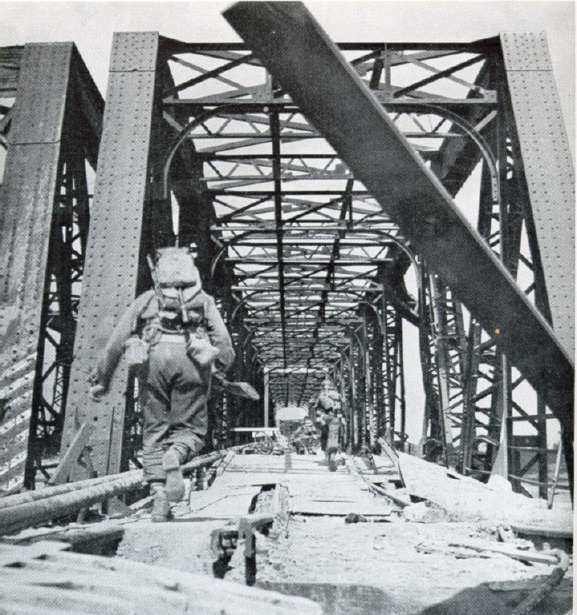
Assalto dei soldati alleati sul ponte (25 aprile 1945)
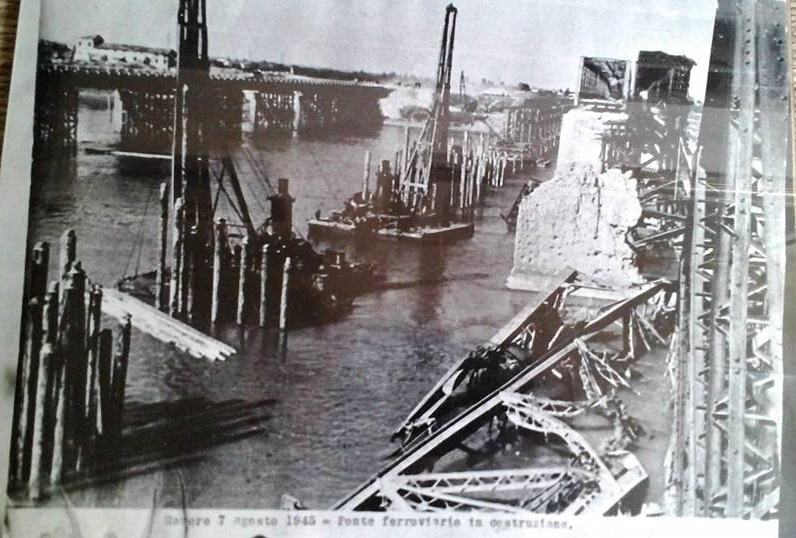
Ricostruzione del ponte (7 agosto 1945)
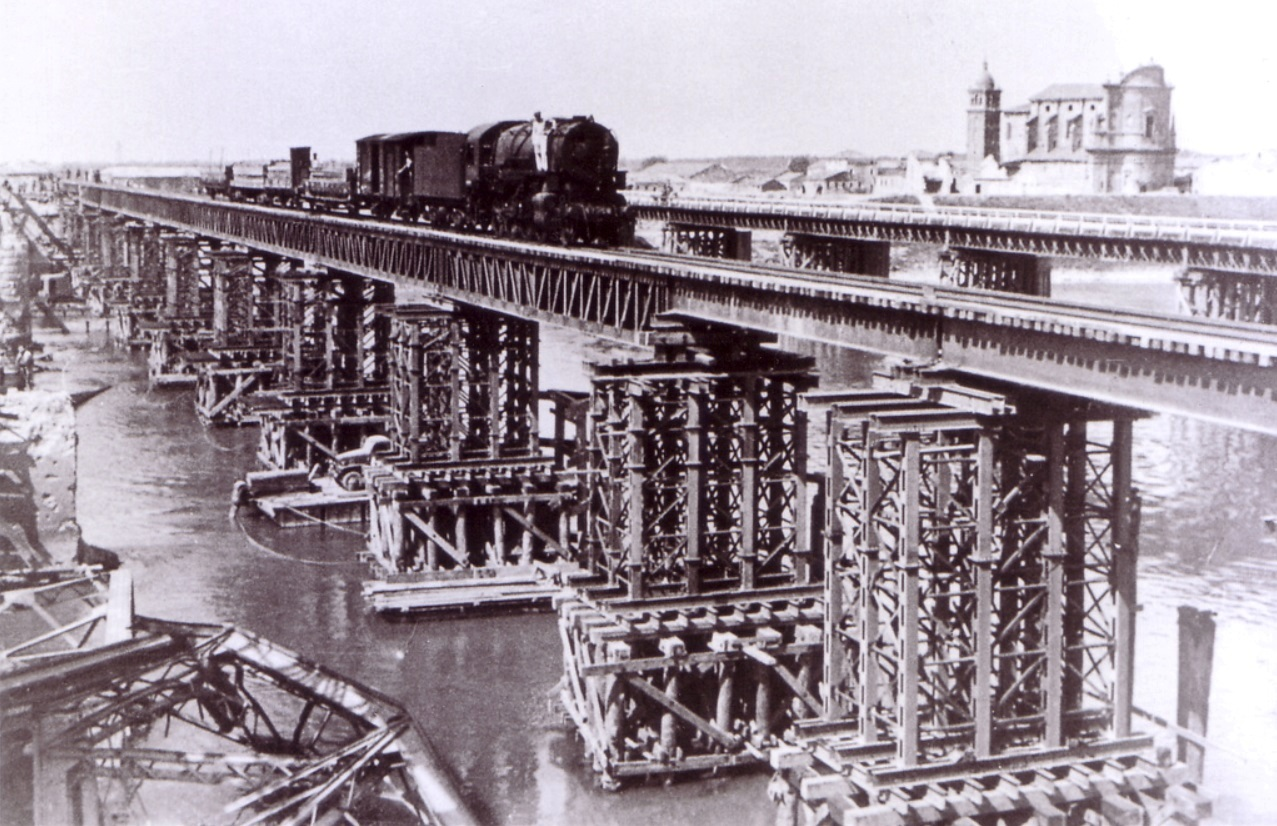
Ponti provvisori
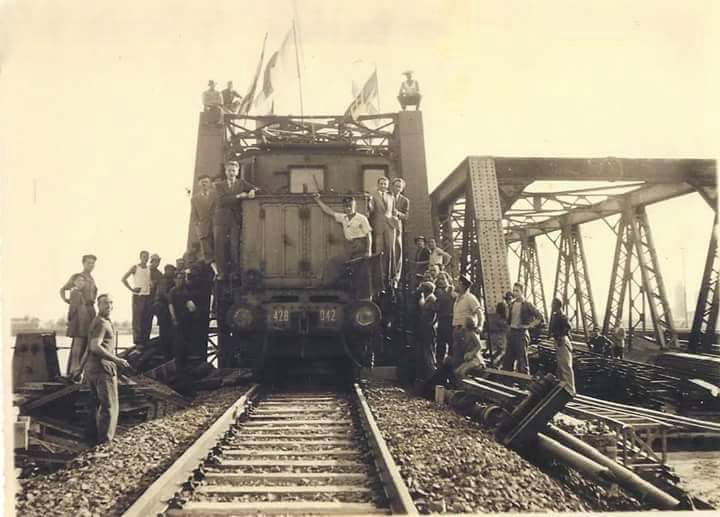
Completamento dei lavori di ricostruzione (1949)

Il 14 dicembre 2008 entrò in funzione il nuovo ponte ferroviario a doppio binario, mentre la linea ferroviaria sul vecchio ponte è stata dismessa.
Nel 2012, nonostante le limitazioni al traffico imposte dagli effetti del terremoto dell'Emilia, è stato registrato sul ponte un passaggio medio sul ponte pari a 8.910 autoveicoli al giorno.
Il 25 novembre 2016 il presidente del consiglio Matteo Renzi ha sottoscritto con il governatore Roberto Maroni il cosiddetto "Patto per la Lombardia", che ha previsto uno stanziamento di venti milioni di euro provenienti dal Fondo per lo sviluppo e la coesione (FSC 2014-2020) per l'adattamento a ponte stradale dell'ex ponte ferroviario di Ostiglia.

## Caratteristiche

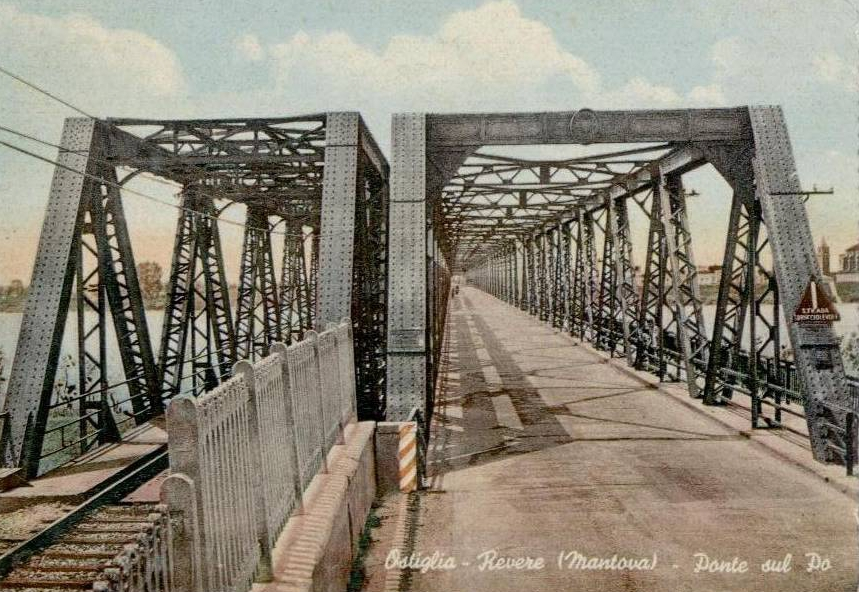
Il doppio ponte di ferro all'imboccatura di Ostiglia

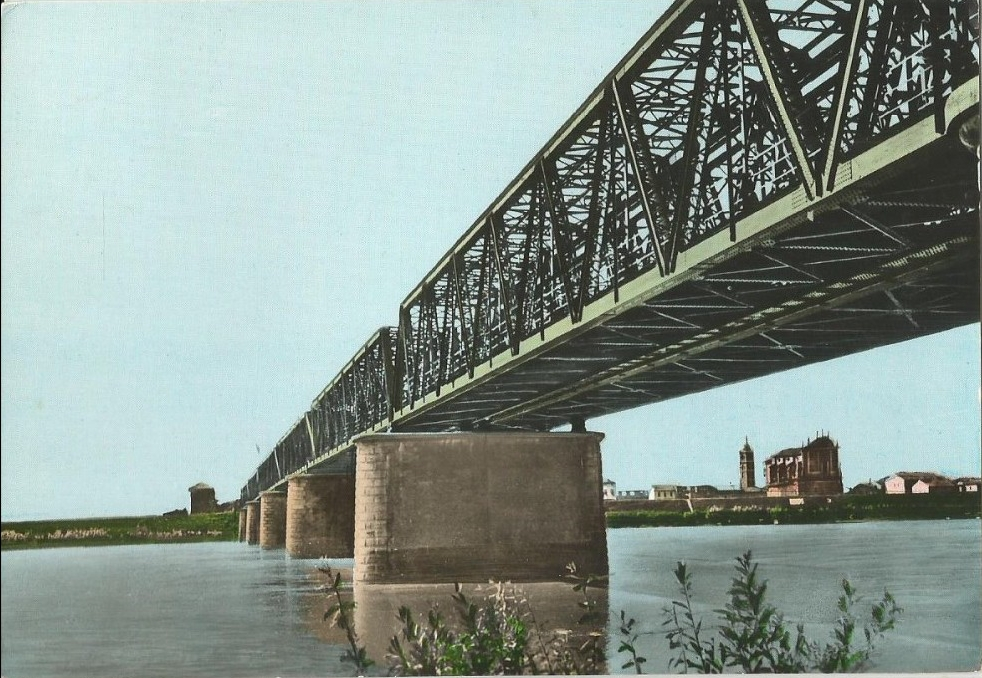
Vista dal basso verso Revere

Il ponte unisce le due sponde del fiume Po, distanti in linea d'aria circa 350 metri.
Il doppio ponte è realizzato con sette travate metalliche reticolate a passaggio inferiore con una lunghezza complessiva di 510 metri. Ogni travata è lunga 72 metri e poggia su un pilastro in muratura (totale 6 pile nel fiume, una spalla sulla riva di Ostiglia e una pila-spalla a Revere che consente un sottopassaggio viario sotto al ponte). Le pile vennero realizzate utilizzando 9,6 milioni di pietre.
La struttura portante di ogni sezione è formata da una travatura reticolare di tipo Warren a otto maglie triangolari. Tale soluzione costituì per l'epoca una grande innovazione tecnica rispetto ai vecchi ponti realizzati con travate a sezioni rettangolari e una fitta maglia di travetti di collegamento inclinati a 45° rispetto alle travi maestre.
La sezione ferroviaria era armata fino al 2008 un unico binario, mentre il ponte stradale comprende a tutt'oggi un'unica e stretta carreggiata di sei metri con una corsia per senso di marcia, che impone un limite di velocità di 30 km/h e il divieto di sorpasso. Le amministrazioni locali stanno discutendo con ANAS e RFI su come poter recuperare completamente l'infrastruttura, allargando il passaggio stradale oppure riconvertendo la sezione ferroviaria in pista ciclabile nell'ambito del progetto "Ciclovia del Sole" facente parte del corridoio europeo EuroVelo 7.